# Pristis pristis
A Pristis pristis a porcos halak (Chondrichthyes) osztályának a Rhinopristiformes rendjébe, ezen belül a fűrészesrájafélék (Pristidae) családjába tartozó faj.
A Pristis porcos halnem típusfaja.

## Előfordulása
A Pristis pristis csendes-óceáni előfordulási helye nyugaton Nyugat-Ausztráliától Queenslandig tart, míg keleten a Kaliforniai-öböltől Ecuadorig terjed. Az atlanti-óceáni állomány elterjedési területe nyugaton Floridától és Louisianától Brazíliáig, míg keleten Portugáliától Angoláig terül. A Földközi-tenger nyugati részén is megtalálható.

## Megjelenése
Általában 250 centiméter hosszú, de akár 750 centiméteresre is megnőhet. 200-300 centiméteresen számít felnőttnek.

## Életmódja
Ez a hal egyaránt megél a sós-, édes- és brakkvízben is. A trópusi és szubtrópusi vizeket kedveli. A lagúnákba és folyótorkolatokba is bemerészkedik. Az Amazonas folyón 750 kilométerre is felúszik. A Nicaragua-tóban élő állomány, lehet hogy nem vándorol. Tápláléka halak és tengerfenéklakó gerinctelenek.
Legfeljebb 30 évig él.

## Szaporodása
A Pristis pristis ál-elevenszülő, vagyis a hím által megtermékenyített peték, a nőstény petefészek vezetékének üregében fejlődnek ki. Ha eljön a szülés ideje, az anya kitolja az érett petéket (ikrákat). A belső nyomástól feszülő ikraburok a szülés pillanatában szétreped, és a kis halivadék a szülőcsatornából a szó szoros értelmében, általában farokkal előre, kilökődik az anya testéből. A eddigi tanulmányozások szerint, lehet hogy az édesvízben is szaporodik.

## Felhasználása
A Pristis pristist, csak kisebb mértékben halásszák.